# Cantón de Aubigny-en-Artois
El cantón de Aubigny-en-Artois era una división administrativa francesa, que estaba situada en el departamento de Paso de Calais y la región de Norte-Paso de Calais.

## Composición
El cantón estaba formado por treinta comunas:
- Agnières
- Ambrines
- Aubigny-en-Artois
- Averdoingt
- Bailleul-aux-Cornailles
- Bajus
- Berles-Monchel
- Béthonsart
- Cambligneul
- Camblain-l'Abbé
- Capelle-Fermont
- Chelers
- La Comté
- Frévillers
- Frévin-Capelle
- Gouy-en-Ternois
- Hermaville
- Izel-les-Hameaux
- La Thieuloye
- Magnicourt-en-Comte
- Maizières
- Mingoval
- Monchy-Breton
- Penin
- Savy-Berlette
- Tilloy-lès-Hermaville
- Tincques
- Villers-Brûlin
- Villers-Châtel
- Villers-Sir-Simon

## Supresión del cantón de Aubigny-en-Artois
En aplicación del Decreto n.º 2014-233 de 24 de febrero de 2014, el cantón de Aubigny-en-Artois fue suprimido el 22 de marzo de 2015 y sus 30 comunas pasaron a formar parte; veinticuatro del nuevo cantón de Avesnes-le-Comte, cuatro del nuevo cantón de Saint-Pol-sur-Ternoise y dos del nuevo cantón de Bruay-la-Bussière.